# 劳安
劳安（1929年8月16日—），湖南长沙人，是中国前国务院总理朱鎔基的夫人。

## 生平
民国时期，她从省立湖南第二中学（共和国后更名为茶陵县第一中学）高中毕业考入清華大學電機系，曾經擔任中國國際工程諮詢公司的副董事長，精通英语、俄语、法语。她的哥哥勞特夫（亦称劳科夫）與朱鎔基同學，因而結識朱鎔基。

## 家庭
- 父亲：劳绍矶，曾任复兴银行长沙支行行长。
- 母亲：胡沃梅。舅舅和舅妈是胡延龄和杨泽谙。
- 丈夫：朱镕基，原國務院總理。
  - 女兒：朱燕來，任職於中銀國際。
  - 兒子：朱雲來，中金公司CEO。
- 哥哥：劳特夫，朱鎔基同學。